# Chișoda
Chișoda (deutsch Alt-Kischoda, Altkischoda, Kischoda, ungarisch Tesöld auch Kisoda) ist ein Dorf im Kreis Timiș, Banat, Rumänien.

## Geographische Lage

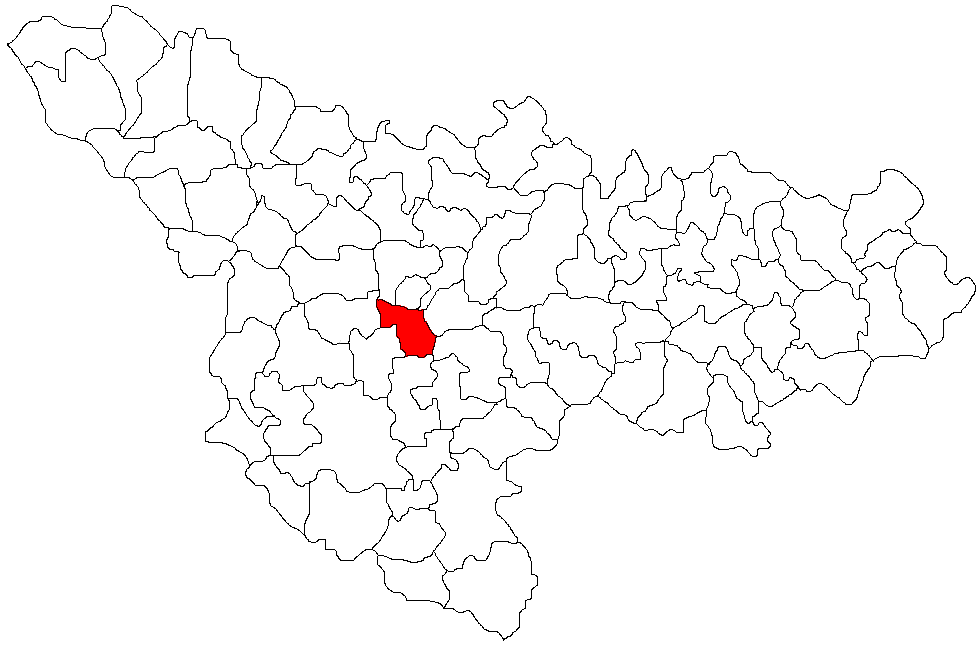
Lage der Gemeinde Giroc im Kreis Timiș

Chișoda liegt in der Mitte des Kreises Timiș, südlich der Kreishauptstadt Timișoara. Östlich von Chișoda befindet sich die Gemeinde Giroc, und westlich grenzt die Ortschaft an den VI. Bezirk von Timișoara Fratelia, dem einstigen Neu-Kischoda.

## Nachbarorte
| Utvin           | Timișoara                                   |       |
| Sânmihaiu Român | Kompassrose, die auf Nachbargemeinden zeigt | Giroc |
| Șag             | Pădureni                                    |       |

## Geschichte
Die erste urkundliche Erwähnung einer Ortschaft auf dem Gebiet des heutigen Chișoda datiert aus dem Jahr 1332 unter dem Namen Tesola. Während der Türkeneinfälle wurde der Ort völlig zerstört. Die Neugründung des Ortes fand während des Theresianischen Schwabenzuges zwischen 1730 und 1760 statt. Der neu gegründete Ort erhielt den Namen Kisoda oder Koschoda. Das Dorf Kischoda ist ein typisch deutsches Dorf mit breiten, in Schachbrettform angelegten Straßen.
Infolge des österreichisch-ungarischen Ausgleichs im Februar 1867 kam das Banat innenpolitisch unter ungarische Verwaltung. Es setzte eine gewaltige Magyarisierungswelle ein, die zu Beginn des 20. Jahrhunderts ihren Höhepunkt erreichte.
Nach dem Anschluss des Banats an das Königreich Rumänien infolge des Vertrags von Trianon war Alt-Kischoda (1925) eines der 13 Stuhlbezirkssitze des damaligen Kreises Temesch-Torontal. Sowohl Kischoda als auch Fratelia, aber auch Girok hatten damals den Rang einer Gemeinde, mit eigener Kommunalverwaltung.
Infolge des Waffen-SS Abkommens vom 12. Mai 1943 zwischen der Antonescu-Regierung und Hitler-Deutschland wurden alle deutschstämmigen wehrpflichtigen Männer in die deutsche Armee eingezogen.
Noch vor Kriegsende, im Januar 1945, fand die Deportation aller volksdeutschen Frauen zwischen 18–30 und Männer im Alter von 16–45 zur Aufbauarbeit in die Sowjetunion statt.
Das Bodenreformgesetz vom 23. März 1945, das die Enteignung der deutschen Bauern in Rumänien vorsah, entzog der ländlichen Bevölkerung die Lebensgrundlage. Der enteignete Boden wurde an Kleinbauern, Landarbeiter und Kolonisten aus anderen Landesteilen verteilt. Anfang der 1950er Jahre wurde die Kollektivierung der Landwirtschaft eingeleitet.
Durch das Nationalisierungsgesetz vom 11. Juni 1948, das die Verstaatlichung aller Industrie- und Handelsbetriebe, Banken und Versicherungen vorsah, fand die Enteignung aller Wirtschaftsbetriebe unabhängig von der ethnischen Zugehörigkeit statt.
Seit 1950 ist Kischoda ein Dorf ohne eigene Verwaltung, das der Gemeinde Girok angehört, und Fratelia ist ein Stadtteil Timișoaras.

## Demographie

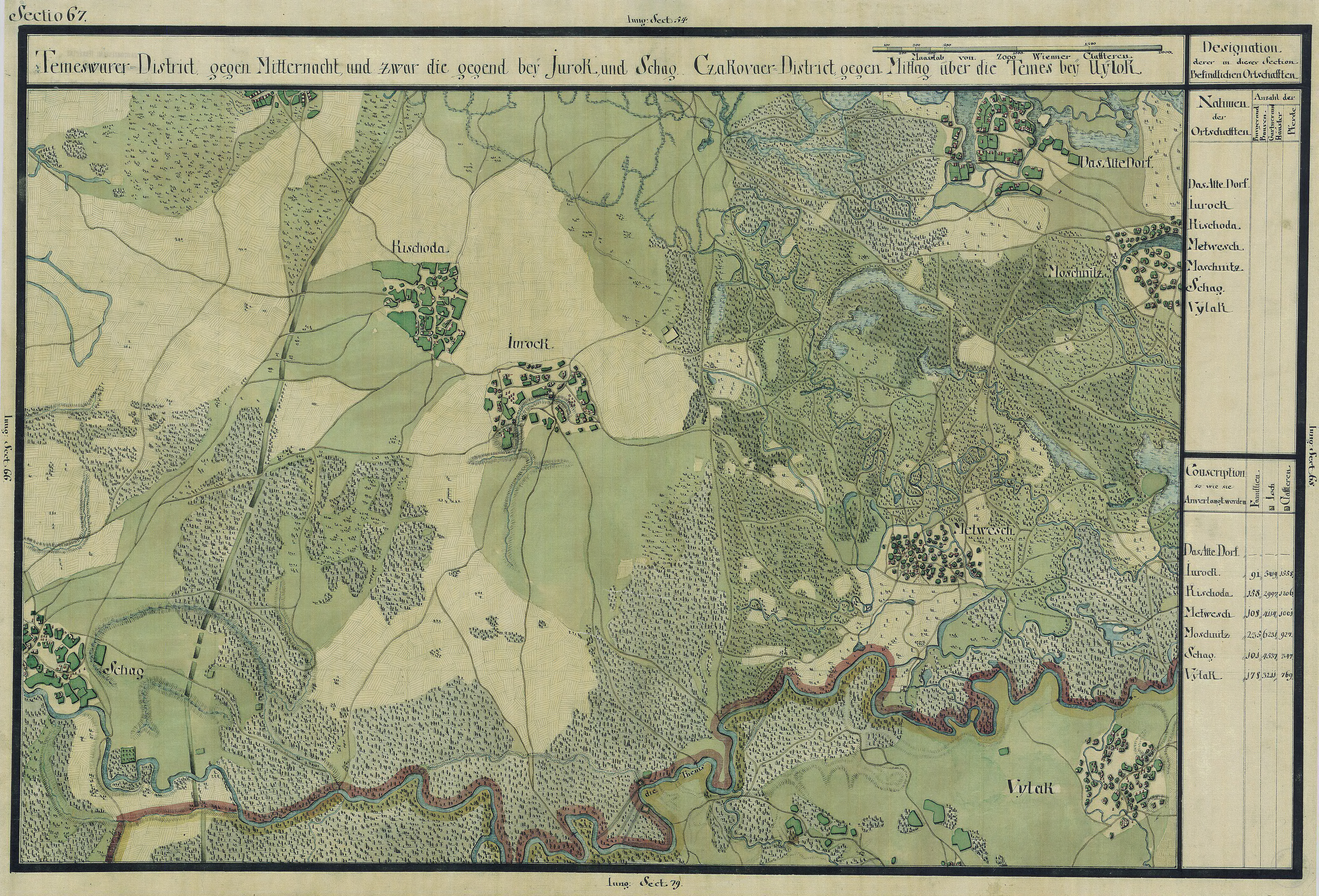
Kischoda zur Zeit der Josephinischen Landaufnahme

| 1880 | 1.187 | 1.078 | 90  | 4   | 15 |
| 1900 | 1.688 | 1.216 | 375 | 78  | 19 |
| 1910 | 3.007 | 1.223 | 969 | 768 | 47 |
| 1920 | 1.455 | 1.039 | 334 | 68  | 14 |
| 1941 | 1.602 | 1.114 | 356 | 97  | 35 |
| 1977 | 2.293 | 1.898 | 258 | 123 | 14 |
| 1992 | 1.829 | 1.640 | 72  | 80  | 37 |
| 2002 | 2.004 | 1.858 | 51  | 71  | 24 |

## Persönlichkeiten
- Ferdinand Christoph Heim (* 27. April 1932 in Chișoda), deutscher Karikaturist, Maler und Mundartautor